# Tập đoàn Công nghiệp Than – Khoáng sản Việt Nam
Tập đoàn công nghiệp Than - Khoáng sản Việt Nam (viết tắt: TKV, tiếng Anh: Vietnam National Coal and Mineral Industries Group - Vinacomin) là một tập đoàn công nghiệp quốc gia của Việt Nam, với lĩnh vực chính là khai thác than đá và khoáng sản. Tập đoàn được thành lập năm 2005, trên cơ sở Tổng Công ty Than Việt Nam và Tổng công ty Khoáng sản Việt Nam. Trụ sở tập đặt tại số 226, phố Lê Duẩn, phường Trung Phụng, quận Đống Đa, Hà Nội.

## Cơ cấu Tổ chức
Cơ cấu quản lý và điều hành của Tập đoàn Công nghiệp Than – Khoáng sản Việt Nam gồm Hội đồng thành viên, Ban kiểm soát, Tổng Giám đốc, các Phó Tổng giám đốc và bộ máy giúp việc.
- Hội đồng thành viên Tập đoàn Công nghiệp Than – Khoáng sản Việt Nam là đại diện trực tiếp chủ sở hữu Nhà nước tại Tập đoàn Công nghiệp Than – Khoáng sản Việt Nam, có không quá 09 thành viên do Thủ tướng Chính phủ bổ nhiệm theo đề nghị của Bộ trưởng Bộ Công Thương. Đứng đầu Hội đồng thành viên là Chủ tịch hội đồng thành viên.
- Tổng giám đốc Tập đoàn Công nghiệp Than – Khoáng sản Việt Nam điều hành sản xuất kinh doanh của Tập đoàn. Giúp việc Tổng giám đốc có các Phó Tổng giám đốc điều hành các khối sản xuất kinh doanh và Kế toán trưởng Tập đoàn do Hội đồng thành viên bổ nhiệm theo đề nghị của Tổng giám đốc.
- Cơ cấu tổ chức công ty mẹ - Tập đoàn Than - Khoáng sản Việt Nam gồm:
  - Công ty Kho vận và Cảng Cẩm Phả;
  - Công ty Kho vận Đá Bạc;
  - Công ty Tuyển than Hòn Gai-Vinacomin;
  - Công ty Tuyển than Cửa Ông-TKV;
  - Công ty Xây dựng mỏ hầm lò 1-Vinacomin;
  - Công ty Xây dựng mỏ hầm lò 2-TKV;
  - Công ty Tư vấn Quản lý dự án-Vinacomin;
  - Trung tâm cấp cứu mỏ-Vinacomin;
  - Trường Quản trị kinh doanh-Vinacomin;
  - Khách sạn Heritage Hạ Long-Vinacomin
  - Ban QLDA nhà máy tuyển than Khe Chàm-Vinacomin;
  - Ban QLDA tổ hợp Bauxite-Nhôm Lâm Đồng
  - Ban Quản lý các dự án than Đồng bằng Sông Hồng-Vinacomin
  - Ban Quản lý dự án Nhà máy Alumina Nhân Cơ-Vinacomin
  - Ban Quản lý dự án Nhà điều hành Vinacomin
  - Văn phòng đại diện tại Campuchia
  - Trung tâm điều hành sản xuất tại Quảng Ninh
  - Công ty Than Mạo Khê-TKV
  - Công ty Than Nam Mẫu-TKV
  - Công ty Than Quang Hanh-TKV
  - Công ty Than Thống Nhất-TKV
  - Công ty Than Khe Chàm - TKV
  - Công ty Than Dương Huy - TKV
  - Công ty Than Hạ Long-TKV
  - Công ty Than Hòn Gai-TKV
  - Công ty chế biến Than Quảng Ninh-TKV
  - Công ty Than Hồng Thái-TKV
  - Công ty Than Uông Bí - TKV
  - Công ty Nhôm Đăk Nông TKV
- Công ty con do Tập đoàn Than - Khoáng sản nắm giữ 100% vốn điều lệ:
  - Tổng công ty Khoáng sản;
  - Tổng công ty Công nghiệp Hóa chất mỏ - Vinacomin
  - Công ty TNHH MTV Hoa tiêu hàng hải - TKV
  - Công ty TNHH MTV Môi trường - TKV
  - Công ty TNHH MTV Nhôm Lâm Đồng - TKV
- Các công ty con cổ phần do TKV nắm quyền chi phối:
  - Tổng công ty Khoáng sản TKV - CTCP
  - Tổng công ty CN Mỏ Việt Bắc TKV - CTCP
  - Tổng công ty Điện lực TKV - CTCP
  - Công ty CP Than Tây Nam Đá Mài - Vinacomin
  - Công ty CP Than Núi Béo - Vinacomin
  - Công ty CP Than Cọc Sáu - Vinacomin
  - Công ty CP Than Đèo Nai - Vinacomin
  - Công ty CP Than Cao Sơn - Vinacomin
  - Công ty CP Than Hà Tu - Vinacomin
  - Công ty CP Than Hà Lầm - Vinacomin
  - Công ty CP Than Mông Dương - Vinacomin
  - Công ty CP Than Vàng Danh - Vinacomin
  - Công ty CP Chế tạo máy - Vinacomin
  - Công ty CP Công nghiệp ô tô - Vinacomin
  - Công ty CP Cơ điện Uông Bí - Vinacomin
  - Công ty CP Cơ khí Mạo Khê - Vinacomin
  - Công ty CP kinh doanh Than Miền Bắc - Vinacomin
  - Công ty CP Than Miền Nam - Vinacomin
  - Công ty CP Kinh doanh Than Cẩm Phả - Vinacomin
  - Công ty CP XNK Than - Vinacomin
  - Công ty CP Đại lý hàng hải - Vinacomin
  - Công ty CP Vận tải và đưa đón thợ mỏ - Vinacomin
  - Công ty CP Vận tải thủy - Vinacomin
  - Công ty CP Tin học, công nghệ, môi trường - Vinacomin
  - Công ty CP Tư vấn đầu tư mỏ và công nghiệp - Vinacomin
  - Công ty CP Giám định - Vinacomin
  - Công ty CP Địa chất và Khoáng sản - Vinacomin
  - Công ty CP Cromit Cổ Định - Thanh Hoá - TKV
  - Công ty CP Đồng Tả Phời - Vinacomin
  - Công ty CP Sắt Thạch Khê - Vinacomin
  - Công ty CP Đóng tàu Sông Ninh - TKV
  - Công ty CP Vật tư - TKV
  - Công ty CP Địa chất mỏ - TKV
  - Công ty CP Địa chất Việt Bắc - TKV
  - Công ty CP Đầu tư phát triển nhà và hạ tầng - TKV
- Công ty con do Tập đoàn Than - Khoáng sản nắm giữ trên 50% vốn điều lệ:
  - Công ty cổ phần Than Hà Lầm;
  - Công ty cổ phần Than Mông Dương;
  - Công ty cổ phần Than Vàng Danh;
  - Công ty cổ phần Than Núi Béo;
  - Công ty cổ phần thiết bị điện - vinacomin;
  - Công ty Phát triển tin học, Công nghệ và Môi trường;
  - Công ty Tư vấn đầu tư mỏ và công nghiệp;
  - Công ty Giám định Than Việt Nam;
  - Công ty cổ phần Than Đèo Nai;
  - Công ty cổ phần Than Cọc Sáu;
  - Công ty cổ phần Than Cao Sơn;
  - Công ty cổ phần Than Hà Tu;
  - Công ty Vật tư, Vận tải và Xếp dỡ;
  - Công ty Khách sạn Heritage Hạ Long;
  - Công ty Nhiệt điện Na Dương;
  - Công ty Nhiệt điện Cao Ngạn;
  - Công ty cổ phần Than Mạo Khê;
  - Công ty cổ phần Nhiệt điện Cẩm Phả;.
  - Công ty cổ phần Vận tải và đưa đón thợ mỏ;
  - Công ty cổ phần Đại lý tàu biển than Việt Nam;
  - Công ty cổ phần Xuất nhập khẩu than Việt Nam;
  - Công ty cổ phần Du lịch và Thương mại Than Việt Nam;
  - Công ty cổ phần Đầu tư, Thương mại và Dịch vụ;
  - Công ty cổ phần Chế biến và Kinh doanh than Cẩm Phả;
  - Công ty cổ phần Than miền Trung;
  - Công ty cổ phần Than miền Nam;
  - Công ty cổ phần Than Tây Nam Đá Mài;
- Công ty con do Tập đoàn Than - Khoáng sản nắm giữ dưới 50% vốn điều lệ:
  - Công ty cổ phần Nhiệt điện Hải Phòng;
  - Công ty cổ phần Nhiệt điện Quảng Ninh;
  - Công ty cổ phần Cơ khí Mạo Khê;
  - Công ty cổ phần Cơ điện Uông Bí.
  - Trường Đào tạo nghề mỏ Hồng Cẩm;
  - Trường Đào tạo nghề mỏ Hữu Nghị;
  - Trường Đào tạo nghề mỏ và xây dựng.
- Các công ty con ở nước ngoài

1. Công ty Liên doanh khoáng sản Steung Treng
2. Công ty TNHH Vinacomin - Lào
3. Công ty Liên doanh alumina Campuchia - Việt Nam

## Sản xuất Kinh doanh
- Công nghiệp than: Khảo sát, thăm dò, đầu tư xây dựng, khai thác, sàng tuyển, chế biến, vận tải, mua, bán, xuất nhập khẩu các sản phẩm than, khí mỏ, nước ngầm và khoáng sản khác đi cùng với than.
- Công nghiệp khoáng sản (bao gồm công nghiệp bô xít - alumin - nhôm và các khoáng sản khác): Khảo sát, thăm dò, đầu tư xây dựng, khai thác, làm giàu quặng, gia công, chế tác, vận tải, mua, bán, xuất nhập khẩu các sản phẩm alumin, nhôm, đồng, chì, kẽm, crôm, thiếc, đá quý, vàng, các kim loại đen, kim loại màu khác và khoáng sản khác.
- Công nghiệp điện: Đầu tư xây dựng, khai thác vận hành các nhà máy nhiệt điện, các nhà máy thủy điện; bán điện cho các hộ kinh doanh và tiêu dùng theo quy định của pháp luật.
- Cơ khí: Đúc, cán thép; sửa chữa, lắp ráp, chế tạo các sản phẩm cơ khí, xe vận tải, xe chuyên dùng, phương tiện vận tải đường sông, đường biển, thiết bị mỏ, thiết bị điện, thiết bị chịu áp lực và các thiết bị công nghiệp khác.
- Vật liệu nổ công nghiệp: Đầu tư xây dựng, sản xuất, mua bán, dự trữ, xuất nhập khẩu các loại vật liệu nổ công nghiệp; cung ứng dịch vụ khoan nổ mìn, sử dụng vật liệu nổ công nghiệp.
- Cảng:Quản lý, khai thác cảng biển, bến thủy nội địa và vận tải đường bộ, đường sắt, đường thủy chuyên dùng, xếp dỡ, chuyển tải hàng hoá.
- Vật liệu xây dựng: Khai thác đá, sét, cát, sỏi, các loại phụ gia; sản xuất xi măng, gạch ngói và các loại vật liệu xây dựng khác.
- Xây lắp: Đường dây và trạm điện; xây dựng các công trình công nghiệp, luyện kim, nông nghiệp, giao thông và dân dụng.
- Ngành nghề khác:
  - Đầu tư, kinh doanh kết cấu hạ tầng và bất động sản.
  - Cấp nước, xử lý nước thải, trồng rừng và sản xuất, dịch vụ trong lĩnh vực bảo vệ môi trường.
  - Sản xuất kinh doanh dầu mỡ bôi trơn, nitơ, oxy, đất đèn, hàng tiêu dùng; cung ứng vật tư, thiết bị.
- Các dịch vụ: đo đạc, bản đồ, thăm dò địa chất; tư vấn đầu tư, thiết kế; khoa học công nghệ, tin học, kiểm định, giám định hàng hoá; in ấn, xuất bản; đào tạo, y tế điều trị bệnh nghề nghiệp và phục hồi chức năng; thương mại, khách sạn, du lịch; hàng hải; xuất khẩu lao động; bảo hiểm, tài chính.

## Lịch sử
Ngành Than Việt Nam đã có lịch sử khai thác trên 175 năm, với 79 năm truyền thống vẻ vang, từ cuộc tổng bãi công ngày 12/11/1936 của hơn 3 vạn thợ mỏ đã giành thắng lợi rực rỡ.
Bước vào công cuộc đổi mới, những năm đầu thập niên 90, ngành Than Việt Nam phải đối mặt với những khó khăn, thử thách gay gắt: nạn khai thác than trái phép phát triển tràn lan làm tài nguyên và môi trường vùng mỏ bị hủy hoại nghiêm trọng, trật tự và an toàn xã hội diễn biến phức tạp. Do thiếu sự tổ chức và quản lý thống nhất của Nhà nước đã đẩy các công ty than chính thống vào tình thế phải thu hẹp sản xuất, giảm đào lò, giảm bóc đất, niêm cất xe máy, thiết bị, công nhân thiếu việc làm, thu nhập, đời sống khó khăn, ngành Than đã lâm vào khủng hoảng, suy thoái nghiêm trọng.
Dấu mốc quan trọng trong sự phát triển của ngành Than là khi Tổng Công ty Than Việt Nam được thành lập theo Quyết định số 563/TTg ngày 10/10/1994 của Thủ tướng Chính phủ. Với chiến lược kinh doanh đa ngành trên nền tảng sản xuất than, Tổng Công ty đã từng bước tháo gỡ khó khăn, trì trệ thời bao cấp, xây dựng mục tiêu chiến lược đúng đắn cho sự phát triển. Kết quả là năm 2005, sản lượng than nguyên khai đạt trên 30 triệu tấn, tăng 2,7 lần so với năm 2000 và tăng 5 lần so với năm 1994 (trước khi thành lập Tổng Công ty). Tổng doanh thu năm 2005 vượt 20.000 tỷ đồng (trong đó than chiếm 68%), lợi nhuận trước thuế vượt 2.500 tỷ đồng, thu nhập bình quân đạt trên 3 triệu đồng/người/tháng so với 667.000 đồng/tháng năm 1995. Môi trường vùng mỏ, điều kiện làm việc, đời sống vật chất và tinh thần của CBCNVC được cải thiện rõ rệt.
Ngày 8/8/2005, Thủ tướng Chính phủ đã ban hành Quyết định số 198/2005/QĐ-TTg và Quyết định số 199/2005/QĐ-TTg tổ chức lại Tổng Công ty Than Việt Nam và các đơn vị thành viên, thành lập Tập đoàn Than Việt Nam, hoạt động theo mô hình công ty mẹ - công ty con. Ngày 26/12/2005, Thủ tướng Chính phủ ban hành Quyết định số 345/2005/QĐ-TTg thành lập Tập đoàn Công nghiệp Than – Khoáng sản Việt Nam trên cơ sở Tập đoàn Than Việt Nam và Tổng Công ty Khoáng sản Việt Nam và hoạt động theo Điều lệ được Thủ tướng Chính phủ phê duyệt tại Quyết định số 228/2006/QĐ-TTg ngày 11/10/2006. Ngày 25/6/2010, Thủ tướng Chính phủ ban hành Quyết định số 989/QĐ-TTg về việc chuyển Công ty mẹ - Tập đoàn Công nghiệp Than – Khoáng sản Việt Nam thành công ty trách nhiệm hữu hạn một thành viên do Nhà nước làm chủ sở hữu. Ngày 19/12/2013, Thủ tướng Chính phủ ban hành Nghị định số 212/2013/NĐ-CP về Điều lệ tổ chức và hoạt động của Tập đoàn Công nghiệp Than – Khoáng sản Việt Nam  (thay thế cho Điều lệ tổ chức và hoạt động của Tập đoàn Công nghiệp Than – Khoáng sản Việt Nam ban hành theo Quyết định số 418/QĐ-TTg ngày 21/3/2011 của Thủ tướng Chính phủ). Nghị định có hiệu lực thi hành kể từ ngày 1/2/2014.